# 乐绍虞
乐绍虞（？—1953年9月9日），乐达聪次子，宏济堂药店总经理。北平龙泉孤儿院二百名董事之一。

## 事件
“五反”运动中，乐绍虞被揭发使用欺诈、偷税漏税等盗窃伎俩。小组会斗争紧张的时候，夜里会与其他八个经理举行秘密会议，不准他们写坦白书，心想：“经理们是我乐家多年提拔起来的，他们决不会对不起我”。在委员会的政治攻势下，宏济堂3号两厂的职工九十多人的招降下，经理们坦白了乐绍虞欺诈、偷税漏税、牟取暴利，以及破坏运动的情况。乐家的大徒弟坦白了“阿胶大量掺进牛皮，制丸药以80%的水当黄酒，一种同等质量的丸散，分四五种价格出卖，把好麝香用茶泡湿，使它发霉生菌后，又制成药品”等欺诈事实。在烟酒实行专卖的时候，乐绍虞抗拒税收，命令职员将其存放着的二三十年的50罐绍兴酒(合2500斤)，倒于井内。

## 个人與家庭生活
樂紹虞為樂達聰和陳氏之次子，長兄樂鐵庵掌管濟南宏濟堂，妹妹樂瑛為古琴演奏家。另有一同父異母的妹妹樂香岩。
乐绍虞有吸鸦片的习惯。乐绍虞有四子一女：
- 乐守谦，婚后有一女，名乐莘园。
- 乐守忠。
- 乐守玉，妻张宝云，生有一子一女，子名乐拯。
- 乐守勋，是古玩专家，有一个女儿。

1953年，乐绍虞病逝，乐敬宇派其长孙乐芝田接任宏济堂经理。